# Alimento básico
O alimento básico é considerado como aquele alimento imprescindível pelo conteúdo de seus nutrientes em uma dieta. Deve ser entendido como um conceito relativo a uma cultura culinária, não aplicável de forma absoluta a outras. Por regra geral é um alimento que proporciona energia (calorias) e que possui um certo conteúdo de carboidratos, sua elaboração está muito ligada aos ingredientes mais disponíveis no local.

## Usos do termo

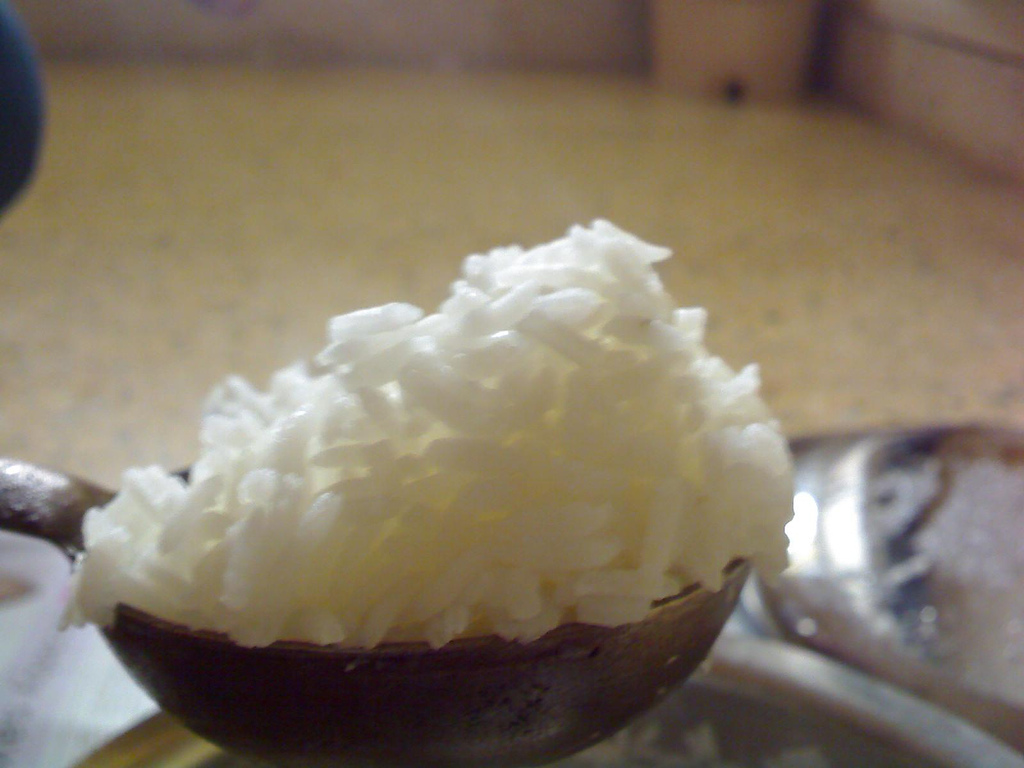
O arroz é um alimento básico símbolo da culinária asiática, embora não seja tanto em alguns países ocidentais.

O conceito 'alimento básico' é o conjunto dos produtos alimentícios consumidos rotineiramente por uma dada população compondo a maior parte de sua dieta. Tais item variam conforme as diversas culturas culinárias, bem como os contextos geográficos. Um exemplo pode ser visto no pão que é para a cultura ocidental um alimento básico enquanto que para a Ásia não é mais básico que o arroz e seus derivados. O que anteriormente podia ser considerado um alimento básico, pode tempos depois não ser mais.
No Brasil o alimento básico é constituído pela combinação do arroz e feijão, que substituiu ao longo da história a mandioca e o milho, embora estes dois estejam presentes em muitas regiões do país. A importância relativa da mandioca tende a se manter, dado que ela é usada no fabrico do pão francês, substituindo parcialmente a farinha de trigo. A substituição se dá em vista da produção brasileira de trigo ser insuficiente ao consumo interno.

## Galeria de imagens

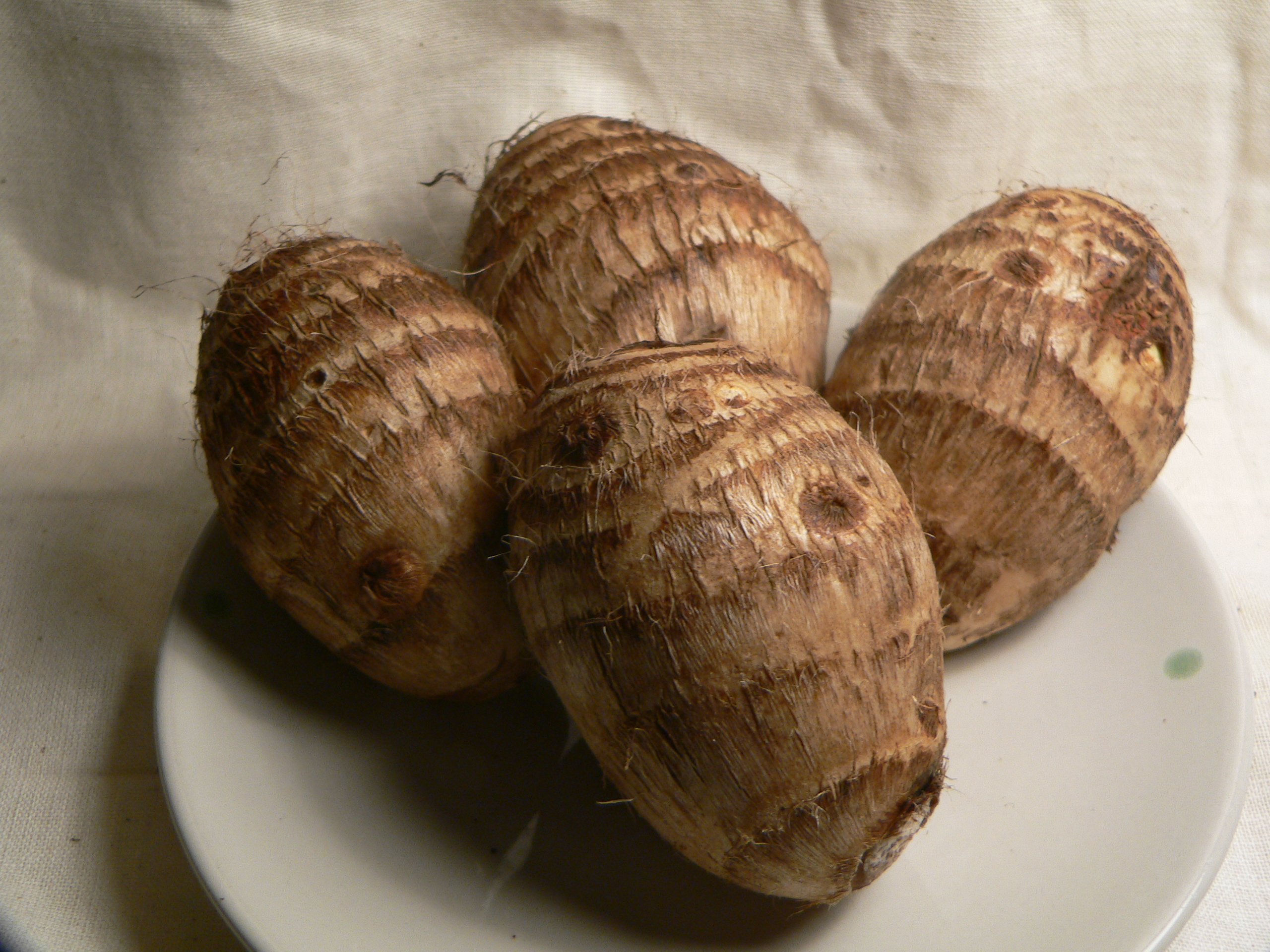
Inhame

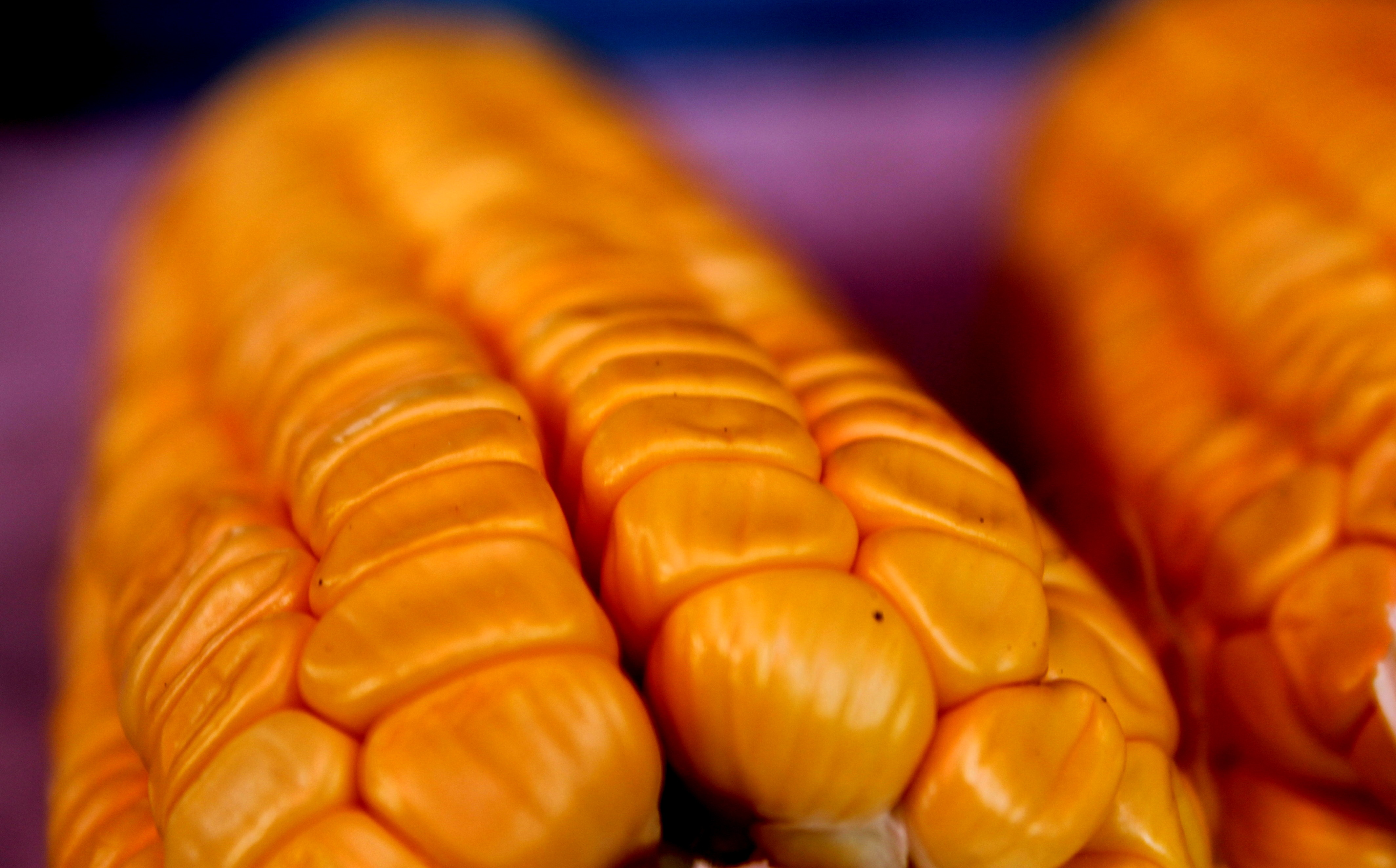
Milho